# Zlagna (okręg Sybin)
Zlagna – wieś w Rumunii, w okręgu Sybin, w gminie Bârghiș. W 2011 roku liczyła 170 mieszkańców.